# Stjepan Batinović
Stjepan Batinović (Duži, 26. prosinca 1912. – Hrasno, 18. srpnja 1981.) bio je hrvatski katolički svećenik i kulturni djelatnik iz Bosne i Hercegovine.

## Životopis

### Djetinjstvo i školovanje
Rođen je u Dužima kod Neuma, 26. prosinca 1912. godine, u obitelji Mate i Marije (rođ. Bačić). Imao je devetero braće i sestara. Kršten je u Dužima, 29. prosinca iste godine. Osnovno četverogodišenje obrazovanje završio je u Neumu 1925. godine. Nižu i višu gimnaziju u travničkom sjemeništu pohađao je od 1925. do 1933. godine. Bogosloviju je pohađao u Sarajevu od 1933. do 1938. godine. Redove vratara i čitača primio je početkom 1935. godine, a redove egzorcista i akolita u jesen iste godine. Za đakona ga je zaredio vrhbosanski nadbiskup Ivan Evanđelist Šarić 12. veljače 1938. godine.

### Svećeništvo
Za svećenika je zaređen u Sarajevu 20. veljače 1938. godine. Mladu misu je proslavio u Gracu 15. svibnja 1938. godine. Propovjednik mu je bio don Jozo Zovko. Kao kapelan je službovao u Prenju (1938.–1939.) i Stocu (1939.–1941.) Od 1941. do 1947. službovao je u župi Trebimlja. Dana 8. siječnja 1947. biskup Petar Čule ga premješta u Hrasno da neko vrijeme upravlja i župom Gradac. Godine 1957. u dvorištu župne crkve sagradio je +Lurdsku špilju kako bi u nju postavio kip Gospe Lurdske. Godine 1963. imenovan je dekanom Trebinjskog dekanata. U znak priznanja za neumoran pastoralni rad imenovan je začasnim predsjednikom duhovnog stola s pravom nošenja ljubičastog pojasa.

#### Svetište Kraljice mira u Hrasnu
U svom dugogodišnjem radu i nastojanju da župu pretvori u duhovno svetište biskupije uspijeva 1977. kada župa Hrasno postaje biskupijsko svetište Kraljice mira koja se slavi druge nedjelje mjeseca svibnja. Tadašnji mostarsko-duvanjski biskup i apostolski upravitelj trebinjski biskup Petar Čule odobrava da se Blažena Djevica Marija slavi kao Kraljica mira u Hrasnu, biskupijskom marijanskom svetištu. Iste godine na vrhu Gradine postavljen je brončani kip Gospe Kraljice mira, rad kipara Ante Starčevića čija uzdignuta ruke simbolizira traženje blagoslova od Boga za svakoga koji joj se utječe. Blagoslovom kipa 8. svibnja 1977. i službeno je otvoreno svetište.

### Umirovljenje i smrt
Na prijedlog biskupa Čule, 24. siječnja 1977. papa Pavao VI. uvršata ga u papinsku obitelj počastivši ga naslovom kućnog prelata. Župnikom u Hrasnu ostaje sve do 24. rujna 1980. kada je razriješen službe na vlastitu molbu. Biskup Žanić ostavio mu je i dalje službu dekana Trebinjskog dekanata.

Odlaskom u mirovinu, na rastanku od vjernika, u časopisu Dumo i njegov narod (koji je uređivao) napisao je: 
Umro je 18. srpnja 1981., a pokopan je u svećeničkoj grobnici u svetištu.

## Izdavačka i spisateljska djelatnost
Osim opsežnog pastoralnog rada, don Stjepan se upustio i u spisateljsko-izdavačku djelatnost. Kroz petnaest godina intenzivne izdavačke djelatnosti izdao je 45 knjiga raznovrsna oblika i sadržaja, a niže je izbor iz djela.
O Hrasnu je izdao dvije knjige: 
- "Hrasno sa okolinom kroz vjekove u vjerskom pogledu" (izdao Don Stjepan Batinović, župnik, prigodom 200. godišnjice župe Hrasno, Donje Hrasno, 1964.)
- "Kraljica mira - Hrasno" (napisao don Stjepan Batinović, izdao Župni ured Mokošice, Donje Hrasno, 1978.)

Bavio se i prevođenjem, uglavnom s francuskoga i njemačkog jezika a od 1965. do 1979. godine izdao je sljedeće knjige i brošure:
- P. Rosche, "Život u Božjoj ruci" (s njemačkog preveo i izdao don Stjepan Batinović, Donje Hrasno, 1965.)
- Ferdinand Lelotte, "Božić, naša nada!" (preveo i izdao don Stjepan Batinović, Donje Hrasno, 1967.)
- Ferdinand Lelotte, "Uskrs, naša radost!" (preveo i izdao don Stjepan Batinović, Donje Hrasno, 1967.)
- Narodni guslar (don Petar Vuletić-Šjor), "Hrvatsko narodno hodočašće u Rim u »Godini vjere« 1967." (izdao don Stjepan Batinović, Donje Hrasno, 1967.)
- Dr. Čedomil Čekada, "Crkva, svećeništvo, svećenici." (izdao don Stjepan Batinović, Donje Hrasno-Đakovo, 1967.)
- Dr. Čedomil Čekada, "Crkva, svećenstvo, svećenici" II. dio. (izdao don Stjepan Batinović, Donje Hrasno-Đakovo, 1968.)
- Ferdinand Lelotte, "Zvijezdo Jutarnja" (preveo don Mirko Skorin, izdao don Stjepan Batinović, Donje Hrasno, 1969.)
- don Petar Vuletić-Šjor, "Čuvar Svetog Groba" (pjesmica u narodnom desetercu) (izdao don Stjepan Batinović, Donje Hrasno, 1970.)
- Dr. Čedomil Čekada, "Kuća na kamenu" (izdao don Stjepan Batinović, Donje Hrasno, 1970.)
- Dr. Ivo Humski, "Božji svjedoci" (izdao don Stjepan Batinović, Donje Hrasno, 1971.)
- Ratko Perić, "Iz trebinjskih susreta" (Razmatranja i doživljaji iz župničkih dana u Trebinju (1971. – 1974.)). (Izdao Župski ured Donje Hrasno, 1974.)
- Petar Vuletić, "U se vrijeme godišta" i "Gospin plač". (izdao Župni ured Donje Hrasno, 1975.)
- Dr. Čedomil Čekada, "Za Crkvu; za Papu!" (izdao Don Stjepan Batinović, Donje Hrasno-Đakovo, 1975.)
- Dr. Čedomil Čekada, "Pšenica i kukolj na Božjim njivama". (izdao don Stjepan Batinović, Donje Hrasno-Đakovo, 1979.)

## Poveznice
- Svetište Kraljice mira u Hrasnu
- Dumo i njegov narod

### Knjige
- Perić, Ratko. 2021. Kriste, budi im život Ti!. Crkva na kamenu. Mostar. ISBN 9789926838294
- Perić, Ratko; Marković, Rajko, ur. 1987. Narod svome Dumi. Crkva na kamenu. Mostar – Hrasno.

### Članci
- Krešić, Milenko. 2014. Životni put don Stjepana Batinovića (1912.-1981.).   Šutalo, Ivo (ur.). Stjepan Batinović svećenik vjere. Crkva na kamenu. Mostar.
- Perić, Ratko. 1986. Izdavačka djelatnost don Stjepana Batinovića. Crkva u svijetu. Katolički bogoslovni fakultet Sveučilišta u Splitu. Split.  (21): 455–460